# 高雄街
高雄街，為1920年-1924年間存在之行政區，轄屬高雄州高雄郡，範圍包括今高雄市旗津區、鹽埕區、前金區、新興區之全部，以及鼓山區大部分、苓雅區中西部、三民區西部、前鎮區西北部。

## 街庄原名
原屬
- 大竹里之打狗、中洲庄、大港庄、三塊厝庄、林德官、大港埔庄、前金庄、苓雅藔庄、過田仔庄、戯獅甲庄、前鎮庄
- 興隆內里之內惟庄
  - 打狗改稱高雄[1]

## 行政區劃
高雄街轄域內分為高雄、中洲、大港、三塊厝、林德官、大港埔、前金、苓雅寮、過田子、戲獅甲、前鎮、內惟十二個大字。
- 高雄大字下有「鹽埕埔」、「哨船頭」、「烏松」、「旗後」小字名
- 內惟大字下有「龍水」、「內惟」、「凹子底」小字名[1]

1924年高雄郡廢郡，高雄街升格為高雄市。

## 歷任高雄街長
| 任次 | 姓名       | 任期                         | 備註                 |
| ---- | ---------- | ---------------------------- | -------------------- |
| 1    | 鐸木直之助 | 1920年10月1日－1922年2月20日 | 轉任高雄州協議會員   |
| 2    | 加福均三   | 1922年2月20日－1923年4月8日  | 調升專賣局製造課技師 |
| 3    | 高橋傳吉   | 1923年4月9日－1924年12月25日 | 轉任高雄州協議會員   |